# Conquista musulmana de Arabia
La conquista musulmana de Arabia o guerra de los coraichitas fue un conflicto en el siglo VII en la península arábiga. Se libró entre los musulmanes de Medina fieles a Mahoma y el pueblo politeísta de los coraichitas que habitaban La Meca. La guerra terminó con la captura de las tribus arábigas, así como la conversión y expansión del islam en los coraichitas. 

## Descripción
El conflicto comenzó en marzo de 623 con la expedición de Hamza ibn Abdul-Muttalib y concluyó con la caída de la tribu coraichita y la conquista de La Meca. Las batallas durante la guerra ocurrieron esporádicamente. 

### Batallas relevantes
Las batallas notables incluyen la batalla de Uhud, en la que las fuerzas islámicas fueron derrotadas pero lograron evitar que Medina cayera; la batalla de la Trinchera, en la que los musulmanes derrotaron con éxito a toda una confederación de tribus; y la conquista de La Meca.

#### Uhud
La Batalla de Uhud (árabe: غزوة أحد, Ġazwat ʾUḥud) se libró el 23 de marzo de 625 (3 de Shawwal del año 3 después de la Hégira en el Calendario islámico) en el Monte Uhud, en lo que es actualmente el noroeste de Arabia. Se enfrentaron una fuerza de la comunidad musulmana de Medina, liderada por el profeta del islam, Mahoma, y una fuerza al mando de Abu Sufyan de la Meca, la población de la que muchos de los musulmanes habían emigrado previamente en lo que dio en llamarse la Hégira (Hijra), y marcó el inicio del actual calendario musulmán. 
La batalla de Uhud fue el segundo encuentro militar entre los habitantes de La Meca y los musulmanes, precedida por la batalla de Badr en el año 624, donde una pequeña fuerza de musulmanes derrotaron a la superior fuerza de La Meca. Marchando desde La Meca hacia Medina el 11 de marzo del año 625, los habitantes de La Meca deseaban vengar sus pérdidas en Badr y contraatacar a Mahoma y sus seguidores. Los musulmanes se prepararon para la guerra y los dos ejércitos lucharon en las laderas y llanuras de Uhud. 
Al principio de la lid, los musulmanes vencían a los politeístas de La Meca, pero durante el conflicto, un grupo de arqueros musulmanes encabezados por Abdul-lah Ibn Yubair, encargados de defender el flanco izquierdo de la montaña de Uhud, dejaron sus puestos asignados, ya que pensaron que había concluido el enfrentamiento y deseaban unirse a la toma de botín, y así fueron sorprendidos por un ataque contrario y resultaron vencidos.

#### Trinchera
La batalla de la Trinchera (en árabe غزوة الخندق, transl. ġazwah al-jandaq) también conocida como batalla del Foso, batalla de Ahzab, batalla de los Confederados o asedio de Medina (en árabe غزوة الاحزاب, transl. ġazwah al-āḥzāb) fue un conflicto militar que tuvo lugar el 31 de marzo de 627, en concreto una defensa de 27 días de los musulmanes a un asedio sobre la ciudad de Yathrib (actual Medina, Arabia Saudita) por tribus árabes y judaicas. La fuerza de los ejércitos confederados, que atacaron la ciudad, se estima en torno a 10 000 hombres, con 600 caballos, mientras que los mediníes contaban con 3000 efectivos.
Los defensores de Medina, en mucho menor número —en su mayoría musulmanes liderados por el profeta islámico Mahoma— optaron por sugerencia de Salmán el Persa por cavar una trinchera y luchar a partir de ella, en vez de enfrentarse a las tribus en campo abierto. El foso, juntamente con las fortificaciones naturales de Medina, hizo inútil la caballería confederada, que estaba formada por caballos y camellos, y situó a ambos lados en un punto muerto o estancamiento. Esperando conseguir lanzar diversos ataques simultáneamente, los confederados persuadieron entonces a los Banu Qurayza (clan judío de Medina aliado de los musulmanes) para que atacaran la ciudad por el sur. La diplomacia de Mahoma, sin embargo, consiguió desestabilizar las negociaciones, y disolvió la alianza existente contra él. La buena organización de los defensores, la disminución de la moral entre los confederados y las terribles condiciones climáticas hicieron que el asedio terminara en un fiasco.